# Kátov
Kátov (Hongaars: Kátó, Duits: Katow) is een Slowaakse gemeente in de regio Trnava, en maakt deel uit van het district Skalica.
Kátov telt 574 inwoners.